# Michał Szczerba

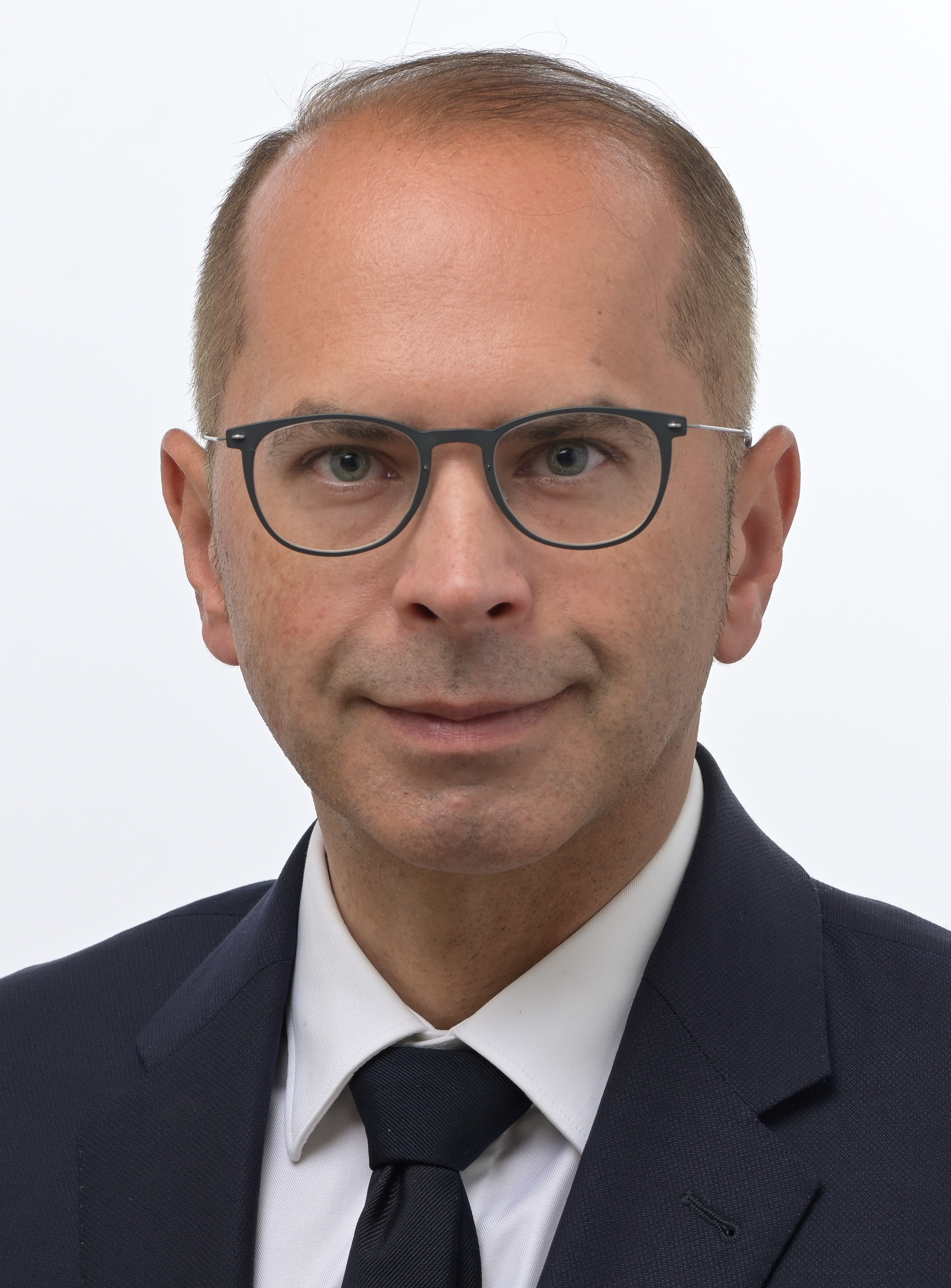
Michał Szczerba (2024)

Michał Roch Szczerba (* 14. Dezember 1977 in Warschau) ist ein polnischer Politiker (AWS, SKL, PO). Er gehörte von 2007 bis 2024 dem Sejm in der VI., VII., VIII., IX. und X. Wahlperiode an. Seit 2024 ist er Mitglied des Europaparlaments.

## Leben und Beruf
Michał Szczerba wurde im Warschauer Stadtteil Wola als Sohn des zweimaligen Olympiamedaillengewinners im Boxen Kazimierz Szczerba geboren.
Er studierte an der Universität Warschau Politik und Sozialwissenschaften. Außerdem absolvierte er 2004 ein Aufbaustudium an der Szkoła Główna Handlowa w Warszawie. Mittels verschiedener Stipendien finanzierte er Auslandsaufenthalte unter anderem in den USA. Er war Großritter eines Warschauer Rates der Kolumbusritter.

## Politik
Szczerba trat 1997 der Akcja Wyborcza Solidarność (AWS) bei und gehörte zu den Mitbegründern von deren Jugendorganisation.
1997 bis 1999 war er Assistent der Abgeordneten Franciszka Cegielska und Bronisław Komorowski. Von 1999 bis 2001 gehörte er der Stronnictwo Konserwatywno-Ludowe an. Seit 2002 ist er Mitglied der Platforma Obywatelska (PO). Von 2000 bis 2007 war er Mitglied des Rates des Warschauer Stadtteils Wola, von 2002 bis 2006 war er dessen stellvertretender Vorsitzender und anschließend Vorsitzender. Bei den Selbstverwaltungswahlen 1998 hatte er zunächst erfolglos für die AWS kandidiert, war dann aber 2000 nachgerückt. 2002 und 2006 gelang ihm der Einzug in den Rat jeweils für die PO. Zudem war er von 2002 bis 2007 war er stellvertretender Vorsitzender der PO-Jugendorganisation „Młodzi Demokraci“.
Bei der vorgezogenen Parlamentswahl 2007 trat Szczerba im Wahlbezirk 19 Warszawa an und erhielt mit 2372 Stimmen ein Mandat für den Sejm, wo er in der Kommission für Landwirtschaft und Dorfentwicklung sowie in der Kommission für Staatsvermögen arbeitete.
Bei der Parlamentswahl 2011 und der Parlamentswahl 2015 wurde er jeweils für die PO wiedergewählt. Bei den Parlamentswahlen 2019 und 2023 gelang ihm dann jeweils für das Wahlbündnis Koalicja Obywatelska, an dem sich die PO beteiligt, der Wiedereinzug in den Sejm. 2023/24 war er Vorsitzender der Parlamentarischen Versammlung der NATO. Bei der Europawahl 2024 wurde er für die KO in das Europaparlament gewählt.